# Niederbühl
Niederbühl ist ein Stadtteil der Stadt Rastatt in Baden-Württemberg.

## Geografie
Es liegt am Fuße des Nordschwarzwalds und ist durch die Bahnstrecke Mannheim–Basel vom Hauptort Rastatt räumlich getrennt. Der Stadtteil hat heute rund 3000 Einwohner. Zu Niederbühl gehört der kleine Ort Förch, der bereits um 1700 nach Niederbühl eingemeindet wurde. Er liegt südöstlich am Ausgang des Murgtals in die Rheinebene. In unmittelbarer Nähe des Dorfes steht das Schloss Favorite aus dem 18. Jahrhundert inmitten eines herrschaftlichen Parks. Durch Niederbühl fließen die Murg, der Ooser Landgraben sowie der Krebsbach. Südlich von Niederbühl lag der Landsee, der in der frühen Neuzeit trockengelegt wurde.

## Geschichte
Eine erste schriftliche Nennung erfolgt in einer Urkunde aus dem Jahr 1157. Im Zuge der Gebiets- und Kreisreform wurde Niederbühl am 1. Mai 1972 mit Förch nach Rastatt eingemeindet.
Von 1942 bis Herbst 1943 und erneut von Frühjahr 1944 bis April 1945 befand sich in Niederbühl ein Arbeitserziehungslager der Geheimen Staatspolizei. Die Lager dienten in erster Linie der Disziplinierung und Umerziehung von Andersdenkenden, politischen Gegnern, Langzeit-Arbeitslosen und ausländischen Zwangsarbeitern. Nach Auflösung des Lagers im Jahr 1945 wurden die Insassen ins Konzentrationslager Dachau verlegt.
Auf der Rheintal-Bahnstrecke kam es im August 2017 im Bereich von Niederbühl bei der Errichtung des Tunnel Rastatt im Zuge der Ausbau- und Neubaustrecke Karlsruhe–Basel zu einer Gleisabsenkung. Sie verursachte eine mehrwöchige Sperrung der Rheintalbahn.

## Wappen
Das Wappen zeigt in Rot eine gestürzte goldene Pflugschar.

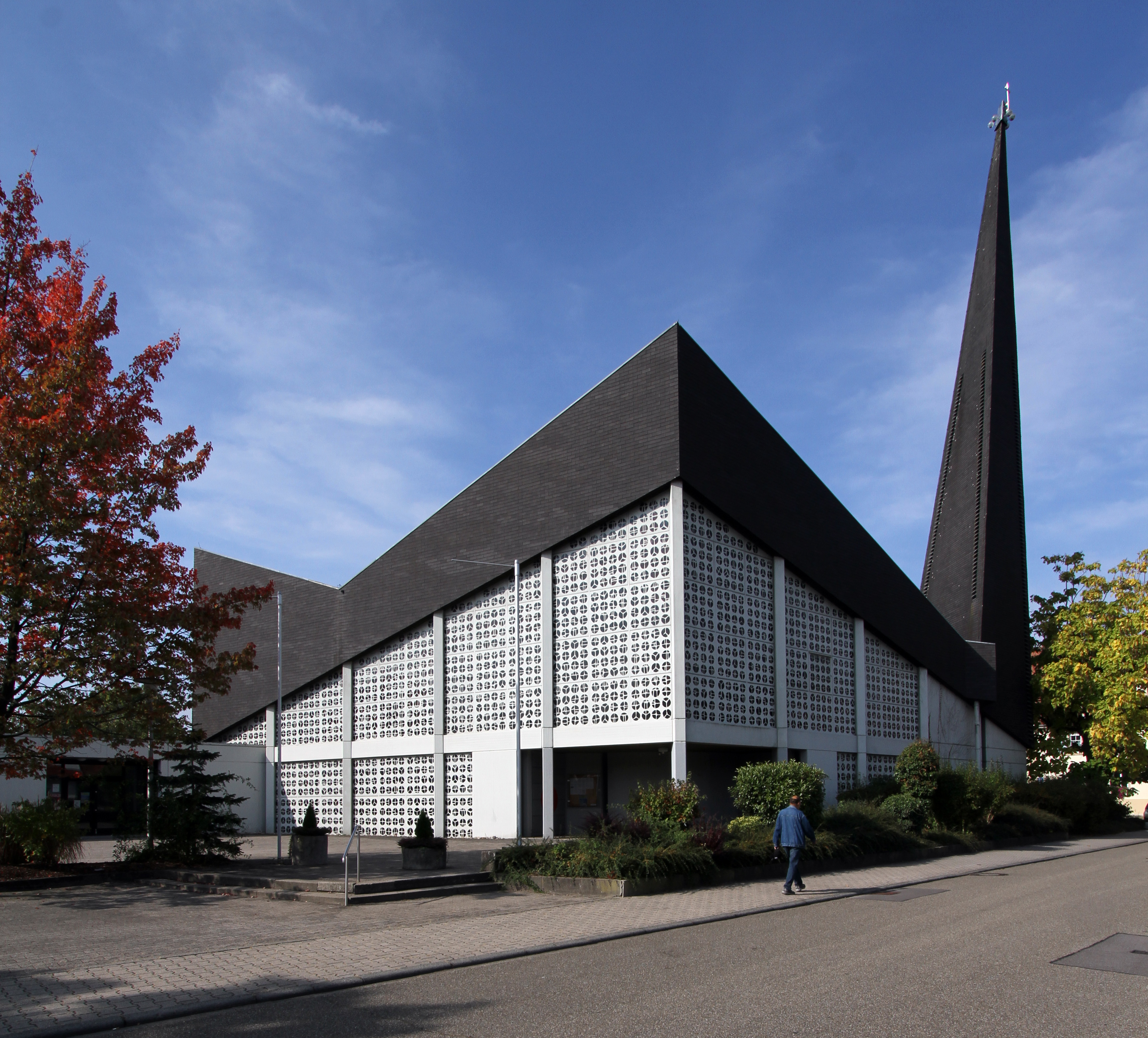
St. Laurentius

## Sehenswürdigkeiten
- Die Kirche St. Laurentius besitzt eine Orgel von Johann Ferdinand Balthasar Stieffell.

## Persönlichkeiten
In Niederbühl geboren oder im Ort gewirkt
- Franz Schmitt (1842–1920), Hotelier und Abgeordneter des Provinziallandtages der Provinz Hessen-Nassau
- Albert Kiefer (1918–2018), Maler, Pädagoge und Hochschullehrer